# Lasiopezus brunoi
Lasiopezus brunoi là một loài bọ cánh cứng trong họ Cerambycidae.